# Galactia diversifolia
Galactia diversifolia là một loài thực vật có hoa trong họ Đậu. Loài này được (Benth.) Hoehne miêu tả khoa học đầu tiên năm 1918.